# Mack Sennett

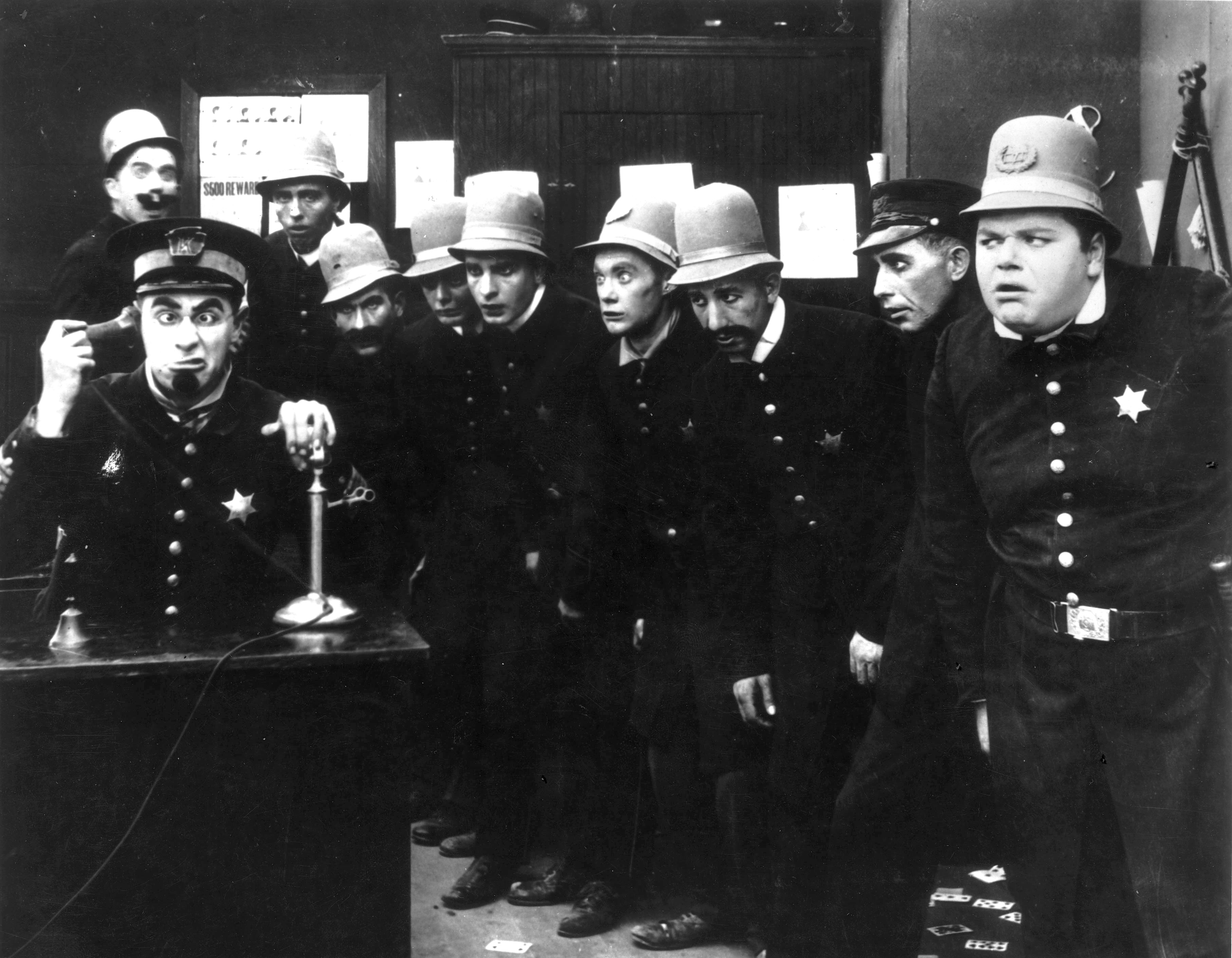
The Keystone Cops in In the Clutches of the Gang (1914).

Mack Sennett, geboren als Michael Sinnott, (Richmond (Quebec), 17 januari 1880 – Woodland Hills (Californië), 5 november 1960) was een Amerikaans producent en filmregisseur. Hij verwierf de bijnaam the King of Comedy.
Mack Sennett was de man die de gooi- en smijtfilms en de slagroomtaartenoorlogen uitvond. Hij was ook verantwoordelijk voor de slapstickfilms van The Keystone Cops.
Na verschillende banen in de vaudevillewereld en wat acteerwerk bij het volkstoneel, richtte hij in 1912 de Keystone Studios op. Sennett ging kluchten produceren en regisseren. Hij had een scherp oog voor komisch talent. Hij werd er in korte tijd schatrijk mee. Onder zijn leiding debuteerden komieken zoals Mabel Normand, Roscoe 'Fatty' Arbuckle, W.C. Fields, Charlie Chaplin, Harry Langdon, Charley Chase en Edgar Kennedy. Hij liet Chaplin vertrekken omdat hij dacht dat een geldbedrag van 150 dollar per week wel genoeg was voor de kleine Britse komiek, terwijl andere studio's al 1250 dollar aan Chaplin boden. Voor Mabel Normand trok hij een grote studio op, want hij kon zijn liefde niet onder stoelen of banken steken voor deze actrice. Hij kwam op het randje van bankroet te staan. De overstap van de stille naar de geluidsfilm heeft Sennett nooit kunnen maken; hij had geen verstand van dit nieuwe medium. Daarom ging hij in 1929 samenwerken met Educational Pictures, een kluchtenfabriek waar vooral snel en goedkoop werd gewerkt. In het begin van de jaren dertig probeerde Sennett het te maken met het kleurenfilmsysteem Natural Color, waarin een aantal kluchten werden gemaakt. In 1939 trad hij op als producent in dienst van 20th Century Fox. Kort daarop trok hij zich uit het vak terug en leefde hij tot zijn dood in 1960 ongehuwd en in armoede in Canada. Vlak voor zijn overlijden moest hij nog een filmcamera uit armoede verkopen die hij in 1954 ooit cadeau had gekregen toen hij in het programma This is your life in het middelpunt stond.
In 1937 kreeg hij een Oscar voor zijn bijdrage aan het genre filmkomedie.
- Biblioteca Nacional de España: XX1163507
- Bibliothèque nationale de France: cb123826400 (data)
- Catàleg d'autoritats de noms i títols de Catalunya: 981058610501006706
- CiNii: DA07896547
- Gemeinsame Normdatei: 119041901
- International Standard Name Identifier: 0000 0001 2132 8396
- Library of Congress Control Number: n85164243
- Bibliotheek van het Japanse parlement: 001167938
- Nationale Bibliotheek van Tsjechië: jn20000701585
- Nationale bibliotheek van Australië: 35725845
- Nationale Bibliotheek van Israël: 987007424484205171
- Nationale Bibliotheek van Polen: a0000002915563
- Réseau des bibliothèques de Suisse occidentale: 02-A000147953
- SNAC: w6jm2c7f
- Système universitaire de documentation: 032917821
- Trove: 1059791
- Union List of Artist Names: 500471406
- Virtual International Authority File: 51770904
- WorldCat: E39PBJcrfkqTQkGGfPBdVdCPcP